# Чаны (рабочий посёлок)
Чаны́ (ранее Ново-Покровский) — рабочий посёлок в России, административный центр Чановского района Новосибирской области. Население — 8000 чел. (2021).

## Этимология
Название происходит от гидронима озера Чаны, который в свою очередь происходит от татарского (тюркского) «чан» — «большая кадка, сосуд больших размеров».

## География
Посёлок расположен в Барабинской степи, в 402 км к западу от Новосибирска. Обслуживается железнодорожной станцией Чаны , на участке Омск — Барабинск.

## История
Населённый пункт возник в 1875 году как Новопокровская заимка. В 1892 году туда переехали первые переселенческие семьи из Орловской губернии, начали сооружаться землянки для железнодорожников.  В 1895 году через него прошла Транссибирская магистраль, в 1892 году населённый пункт стал селом, а с 1924 года — районным центром, и в 1947 — рабочим посёлком.

## Население
| 1959  | 1970  | 1979  | 1989  | 1996    | 2002  | 2007  |
| ----- | ----- | ----- | ----- | ------- | ----- | ----- |
| 9086  | ↘8167 | ↗8951 | ↗9607 | ↗10 100 | ↘9039 | ↘8541 |
| 2008  | 2009  | 2010  | 2012  | 2013    | 2014  | 2015  |
| ↘8500 | ↗8512 | ↘8473 | ↘8449 | ↘8440   | ↘8309 | ↘8266 |
| 2016  | 2017  | 2018  | 2019  | 2020    | 2021  |       |
| ↘8252 | ↘8229 | ↘8222 | ↘8208 | ↘8144   | ↘8000 |       |

## Экономика
Предприятия посёлка Чаны:
- АО «Маслодельный комбинат Чановский»,
- завод минеральной воды «Чистозёрье» (собственник — ООО «Карачинская звезда»),
- ОАО «Чановский элеватор».

## Образование
В посёлке функционируют две средние общеобразовательные школы № 1 и № 2; детские сады № 1, № 2, № 3, № 4, № 5.

## Известные уроженцы
- Акуленко, Прокопий Семёнович (1913—1982) — советский военный лётчик, генерал-лейтенант авиации.
- Булаев, Александр Дмитриевич (1910—1943) — Герой Советского Союза.